# بورس برنج دوجیما
بورس برنج دوجیما (به ژاپنی: 堂島米会所, Dōjima kome kaisho)، واقع در اوساکا، مرکز سیستم کارگزاران برنج ژاپن (فوداساشی) بود که به‌طور مستقل و خصوصی در دوره ادو توسعه یافت و به عنوان پیشرو در یک سیستم بانکی مدرن دیده می‌شد. توسط شوگون‌سالاری توکوگاوا در سال ۱۷۷۳ ایجاد و در سال ۱۸۶۸ سازماندهی مجدد شد و در سال ۱۹۳۹ به‌طور کامل منحل شد.